# Einsatzführungskommando der Bundeswehr
Das Einsatzführungskommando der Bundeswehr (EinsFüKdoBw; EFK) in Schwielowsee (Ortsteil Geltow) bei Potsdam war eine höhere Kommandobehörde, die dem Bundesministerium der Verteidigung direkt nachgeordnet und seit dem 1. April 2012 dem Generalinspekteur der Bundeswehr unmittelbar unterstellt ist. Es wurde am 9. April 2025 außer Dienst gestellt und die Aufgaben an das neugeschaffene Operative Führungskommando der Bundeswehr sowie die Teilstreitkräfte übergeben.

## Auftrag
Das EinsFüKdoBw plante und führte grundsätzlich alle Auslandseinsätze deutscher Streitkräfte – ob im nationalen oder multinationalen Rahmen. Bei der Planung wurden der militärische Auftrag sowie die dafür nötigen Kräfte und Mittel aufeinander abgestimmt. Die Führung umfasste die einheitliche Verantwortung für das Personal sowie das Material im jeweiligen Einsatzgebiet.
Das EinsFüKdoBw war das operative Führungskommando der Bundeswehr und gab als einzige Dienststelle nationale Weisungen an die Kontingentführer in den Einsatzgebieten. Diese erhielten ihre Aufträge in der Regel von multinationalen Hauptquartieren. Das Einsatzführungskommando stellte sicher, dass der Einsatz deutscher Kräfte mandatskonform erfolgt und die Rechtsnormen der Bundesrepublik Deutschland nicht verletzt werden. Der Befehlshaber des EinsFüKdoBw trug gegenüber dem Generalinspekteur der Bundeswehr die Verantwortung für die Führung der ihm unterstellten Einsatzkräfte.

## Geschichte
Durch die veränderten Sicherheits- und militärpolitischen Erfordernissen für die Bundeswehr wurde mit der Aufstellung des Einsatzführungskommandos am 1. Juli 2001 das zentrale Element für die Führung aus einer Hand geschaffen. Zum Aufbau wurde der Stab des aufgelösten IV. Korps unter Führung von Brigadegeneral Bernd Hogrefe herangezogen. Wenige Wochen nach seiner Aufstellung hatte das Einsatzführungskommando durch die Terroranschläge des 11. Septembers seine erste große Herausforderung: Im Rahmen des internationalen Kampfes gegen den Terrorismus Operation Enduring Freedom (OEF) und der International Security Assistance Force (ISAF), der internationalen Schutztruppe für Afghanistan, wurde dem Kommando die Führung der deutschen Kontingente übertragen.
Im Jahr 2005 wurde in Schwielowsee für Operationen der Europäischen Union ein strategisches Hauptquartier (Operation Headquarters, OHQ) zur Führung militärischer Krisenbewältigungsoperationen eingerichtet, welches während der Operation EUFOR RD Congo von Juli bis November 2006 zur Absicherung der Präsidentschafts-, Parlaments- und Provinzwahlen in der Demokratischen Republik Kongo aktiviert worden war. 2009 wurde diese Aufgabe an das heutige Multinationale Kommando Operative Führung in Ulm übergeben. Dieses Kommando benutzt bei Bedarf die ortsfeste Operationszentrale (OPZ) des EinsFüKdoBw mit ihrer technischen Infrastruktur für Kommunikation und Information.
Mit der Neuausrichtung der Bundeswehr und dem Dresdner Erlass wurde im April 2012 das Einsatzführungskommando und sein Stabs- und Fernmeldebataillon auch truppendienstlich dem Generalinspekteur der Bundeswehr unterstellt (bis dahin unterstanden diese truppendienstlich dem Inspekteur der Streitkräftebasis). Und es wurden zwei weitere Einsatzfähigkeiten integriert.
Das bereits vor Ort ansässige Kommando Führung Operationen von Spezialkräften wurde zum April 2012 als eine neue Abteilung Spezialoperationen eingegliedert und der direkten Führung des Befehlshabers zugeordnet. Bereits seit Februar 2012 untersteht das neu geschaffene Zentrum Counter-Improvised Explosive Devices (C-IED zur Feststellung, Aus- und Bewertung der IED-Bedrohung in allen Einsatzgebieten) dem EinsFüKdoBw. Die Personalstärke des Kommandos umfasste in seiner neuen Struktur rund 840 Soldaten sowie zivile Mitarbeiter.
Am 11. Mai 2017 wurde das Stabs- und Fernmeldebataillon aufgelöst. Seine Aufgaben und das Personal wurden zum Teil durch das neu aufgestellte Stabsquartier übernommen.
Einsätze im Inland führt seit September 2022 das Territoriale Führungskommando der Bundeswehr.
Das Einsatzführungskommando der Bundeswehr wurde zum 31. März 2025 aufgelöst. Die Aufgaben wurden mit denen des Territorialen Führungskommandos der Bundeswehr an das neugeschaffene Operative Führungskommando der Bundeswehr sowie die Teilstreitkräfte abgegeben.

## Führungsstruktur
Das EinsFüKdoBw war ein gemischter und streitkräfteübergreifender Stab aus Heer, Luftwaffe, Marine, Streitkräftebasis, Cyber- und Informationsraum, Sanitätsdienst und Verwaltung.
Um Entscheidungsabläufe zu beschleunigen sowie in Anpassung an die sich kontinuierlich ändernden Einsatzerfordernisse hatte sich das Konzept der Einsatzgruppen etabliert, die der Abteilung Einsatzkoordination zusammengefasst sind. Grundgedanke dabei war es, die Aufgabenfelder Einsatzplanung, -führung und -auswertung für jeweils ein Einsatzgebiet aufbauorganisatorisch zu bündeln.
Der Kommandoführung mit dem Befehlshaber an der Spitze war u. a. eine Beratergruppe aus den Bereichen Politik, Recht, Controlling, Presse, Sanitätsdienst, interkultureller Einsatz und administrativer Datenschutz direkt zugeordnet.

### Kommandokette

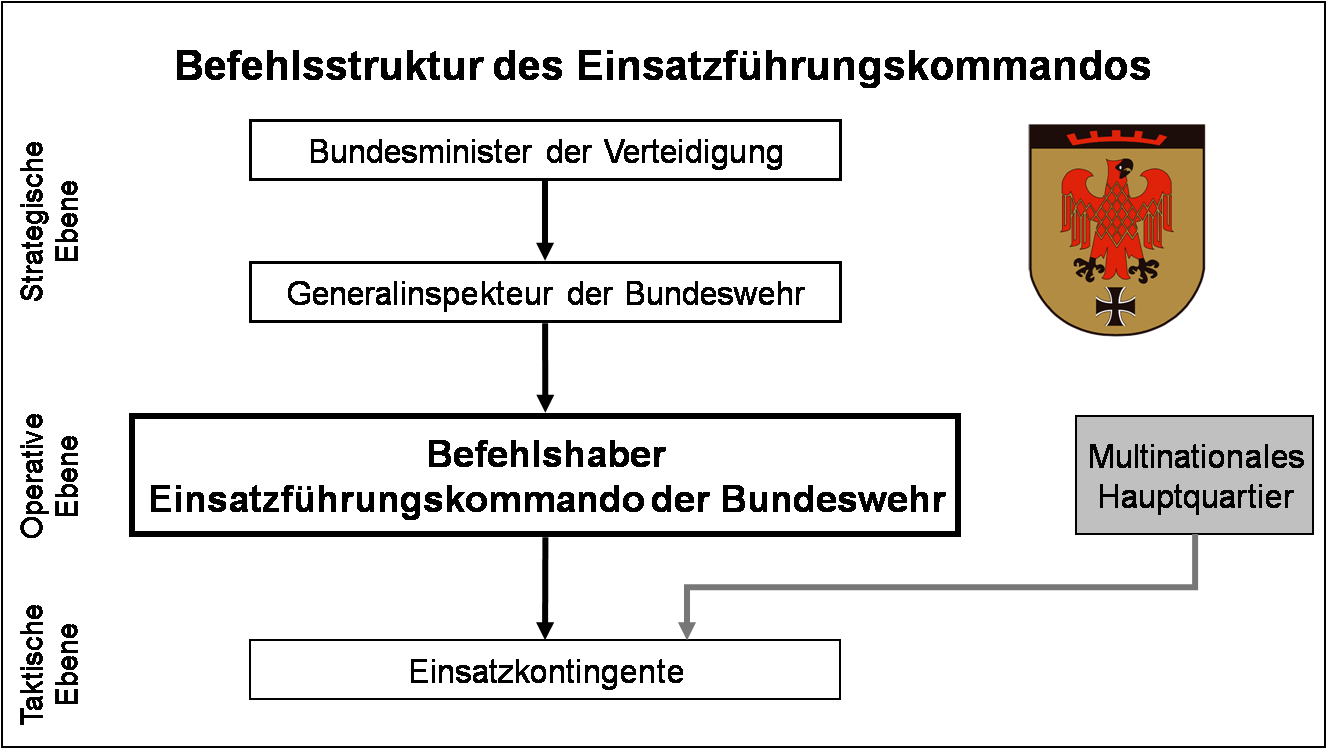
Diagramm der Kommandokette

Die nationale Kommandokette der Einsatzkräfte der Bundeswehr gliederte sich in die strategische, die operative und die taktische Ebene. An der Spitze dieser Kommandokette stand auf der strategischen Ebene mit dem parlamentarischen Mandat der Bundesminister der Verteidigung. Diesem direkt unterstellt ist der Generalinspekteur der Bundeswehr. Die operative Ebene bildete das Einsatzführungskommando. Im Stab des Kommandos wurden die Vorgaben aus politischen Entscheidungen in militärische Aufträge, Befehle und Weisungen umgesetzt. Die Führung der verschiedenen Einsatzkontingente bildete die taktische Ebene.
Auf der taktischen Ebene gab es zumeist noch andere übergeordnete Befehlshaber, da die Bundeswehr meist im multinationalen Rahmen agiert und den Einsatzkontingenten damit entsprechende Einsatzhauptquartiere der NATO, der EU oder den Vereinten Nationen übergeordnet waren.

### Struktur

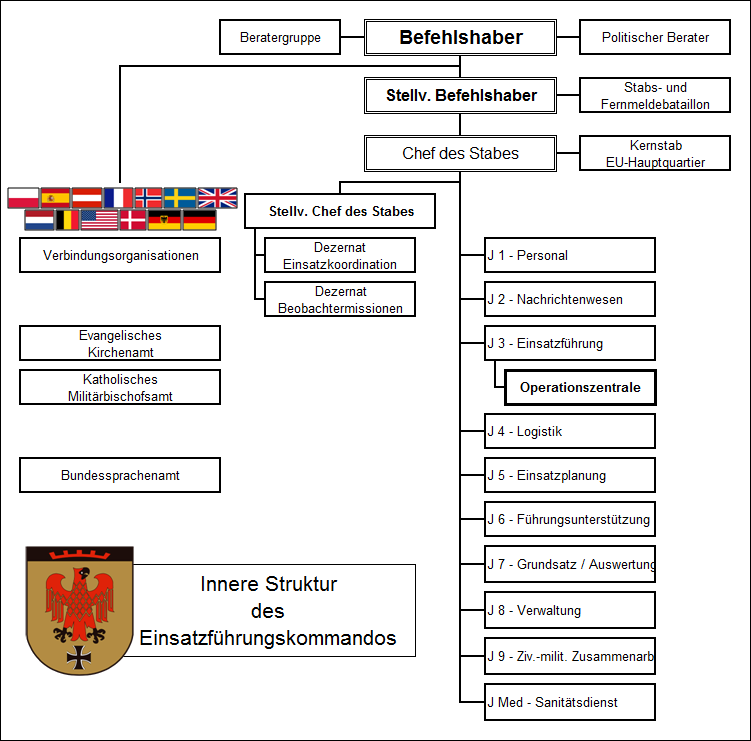
Diagramm der Inneren Struktur Stand von 2007

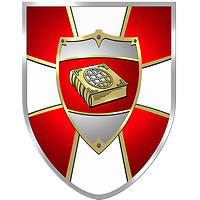
Internes Wappen des Zentrums Counter-Improvised Explosive Devices in Gelsdorf.

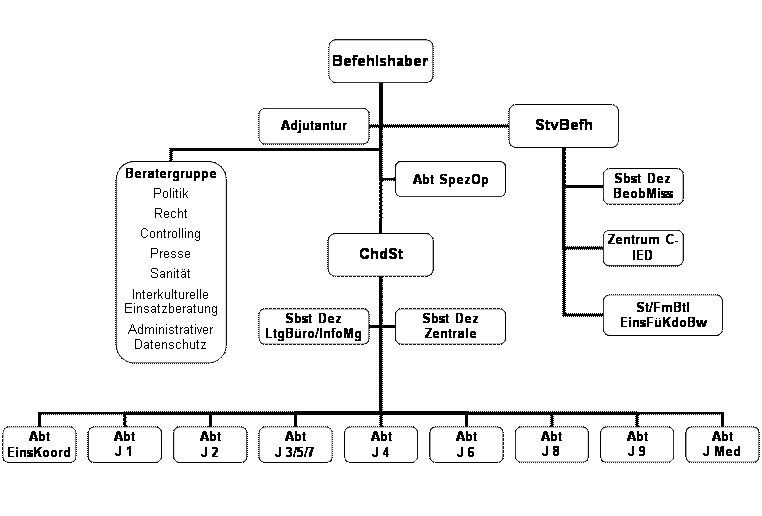
Struktur des Einsatzführungskommandos der Bundeswehr (2012)

Die innere Struktur des Kommandos war nach dem Muster multinationaler Stäbe gegliedert. An dessen Spitze stand der Befehlshaber, mit seinem Stellvertreter und dem Chef des Stabes. Unterstützt wurde die „Führung“ von Experten der Bereiche Rechtsberatung, Pressearbeit und Controlling.
Die einzelnen Stabsabteilungen wurden wie bei den Stäben der Bundeswehr mit einem Buchstaben und einer Zahl abgekürzt. Beim Einsatzführungskommando wurden die Kürzel „J“ (1-9 und JMED) verwandt, um auf das Prinzip der Gemeinschaftlichkeit (engl. „jointness“) zu verweisen, da teilstreitkräfteübergreifend gearbeitet wird. Die zehn Abteilungen waren:
- J1 Personal
- J2 Nachrichtenwesen und Geoinformationswesen
- J3/5/7 Einsatzspezialaufgaben für Planung, Führung und Grundsätzliches
- J4 Logistik
- J6 Führungsunterstützung
- J8 Verwaltung
- J9 Zivil-Militärische Zusammenarbeit
- JMED Sanitätsdienst

Dem Einsatzführungskommando der Bundeswehr unterstanden – mit Ausnahme des kommandoeigenen Zentrums CounterIED – keine Kräfte in Deutschland. Vielmehr führte es die Truppenteile in den Einsätzen, die ihm von anderen Kommandos für den Einsatzzeitraum unterstellt wurden.

## Unterbringung
Das Kommando war in Schwielowsee in der Henning-von-Tresckow-Kaserne untergebracht. Das Gelände gehört zu Wildpark-West, einem Teil Geltows, heute Gemeinde Schwielowsee.
Die Kaserne wurde einschließlich der Bunkeranlage Kurfürst 1935 als Luftwaffenschule III mit dem zugehörigen Flugfeld in Werder errichtet. Nach dem Krieg nutzten zunächst sowjetische Einheiten die Liegenschaft, ab 1956 ging sie an die Nationale Volksarmee der DDR über. Zuerst Luftverteidigungsschule, wurde sie 1970 Kommando der Landstreitkräfte der Nationalen Volksarmee. Mit der Übergabe an die Bundeswehr 1990 wurde hier zunächst das Heereskommando Ost aufgestellt, aus dem am 16. April 1991 das Korps und Territorialkommando Ost hervorging. 1995 erfolgte die Aufstellung des Kommandos IV. Korps und seit Sommer 2001 hatte das Einsatzführungskommando der Bundeswehr seinen Sitz hier. Benannt wurde die Kaserne am 15. Juli 1992 nach Henning von Tresckow.

## Wald der Erinnerung
Im Waldgebiet der Liegenschaft wurde am 15. November 2014 der Wald der Erinnerung eingeweiht als Wiedererrichtung verschiedener Ehrenhaine aus Einsatzländern, insbesondere Afghanistan, und als Ort der privaten Erinnerung Hinterbliebener.

## Einsätze

### Aktuelle Auslandseinsätze der Bundeswehr
Missionen und Operationen der NATO:

Karte der Auslandseinsätze

- Kosovo Force (KFOR) – Schutztruppen im Kosovo – seit Juni 1999
- Operation Active Endeavour (OAE) – Terrorismusprävention im Mittelmeerraum – seit November 2001
- NATO Unterstützung Ägäis – Unterstützung der griechischen und türkischen Küstenwache sowie Frontex bei der Seeraumüberwachung – seit Februar 2016

Missionen und Operationen der Europäischen Union:
- Operation Atalanta – Bekämpfung der Piraterie vor der Küste Somalias – seit Dezember 2008
- EUCAP Nestor – Ausbildungsmission zum Aufbau rechtsstaatlicher Strukturen und zur Pirateriebekämpfung am Horn von Afrika – seit August 2012
- EUTM Mali – Ausbildungsmission in Mali – seit April 2013
- EUTM Somalia – militärische Grundlagenausbildung somalischer Sicherheitskräfte – seit April 2014
- EUFOR RCA – Militärmission der Europäischen Union in der Zentralafrikanischen Republik – seit April 2014
- EU NAVFOR Med  Militärmission der Europäischen Union zur Unterbindung von Menschenhandel und Kriminalität im Mittelmeer – seit Juni 2015

Missionen und Operationen der Vereinten Nationen:
- UNAMA – Unterstützungsmission der Vereinten Nationen für die Regierung Afghanistans beim Auf- und Ausbau rechtsstaatlicher Strukturen – seit März 2002
- UNIFIL – Überwachung der Küste vor dem Libanon – seit Oktober 2006
- UNMISS – Friedenssicherung im Südsudan – seit Juli 2011
- UNAMID – Konfliktbewältigung in der Region Darfur im Sudan – seit November 2012
- MINUSMA – Mission zur Konfliktbewältigung in Mali – seit Juli 2013
- MINURSO – Beobachtermission der Vereinten Nationen in der Westsahara – seit Oktober 2013

### Abgeschlossene Einsätze unter der Führung des Einsatzführungskommandos
- Afghanistan
  - International Security Assistance Force (ISAF) – 20. Dezember 2001 bis 31. Dezember 2014 Internationale Schutztruppen in Afghanistan
  - Resolute Support – Nachfolgemission von ISAF zur Ausbildung, Unterstützung und Beratung der afghanischen Sicherheitskräfte – Januar 2015 bis Juli 2021
- Mazedonien
  - Task Force Fox (TFF) – 2001 bis 16. Dezember 2002
  - Operation Allied Harmony (OAH) – 16. Dezember 2002 bis 31. März 2003
  - Operation Concordia (OC) – 31. März 2003 bis 15. Dezember 2003; Schutz der EU- und OSZE-Beobachter

- Kuwait
  - Operation Enduring Freedom (OEF) – 10. Februar 2002 bis 2. Juni 2003; Schutz der kuwaitischen Bevölkerung durch ein ABC-Abwehr-Kontingent aus 250 Soldaten; Schutz der stationierten Koalitionsstreitkräfte vor terroristischen oder militärischen Angriffen mit Massenvernichtungswaffen

- DR Kongo
  - European Union security sector reform mission in the Democratic Republic of the Congo (EUSEC RD Congo) – Juni 2005 bis 30. September 2014; Europäische Beratungsmission im Rahmen der Reformen des kongolesischen Sicherheitssektors
  - European Union Force Republic Democratique Congo (EUFOR RD Congo) – Juni 2006 bis 30. November 2006; Sicherung der Wahlen in der DR Kongo

- Georgien
  - United Nations Observer Mission in Georgia (UNOMIG) – Blauhelmmission von August 1993 bis 15. Juni 2009; Kontrolle der Durchsetzung des Waffenstillstandsabkommens vom 14. Mai 1994 zwischen Georgien und der abchasischen Regierung sowie Beobachtung der in Abchasien tätigen GUS-Friedenstruppen
- Operation Active Fence – Schutz des Luftraumes der Türkei an der syrischen Grenze – Januar 2013 bis November 2015

## Führung

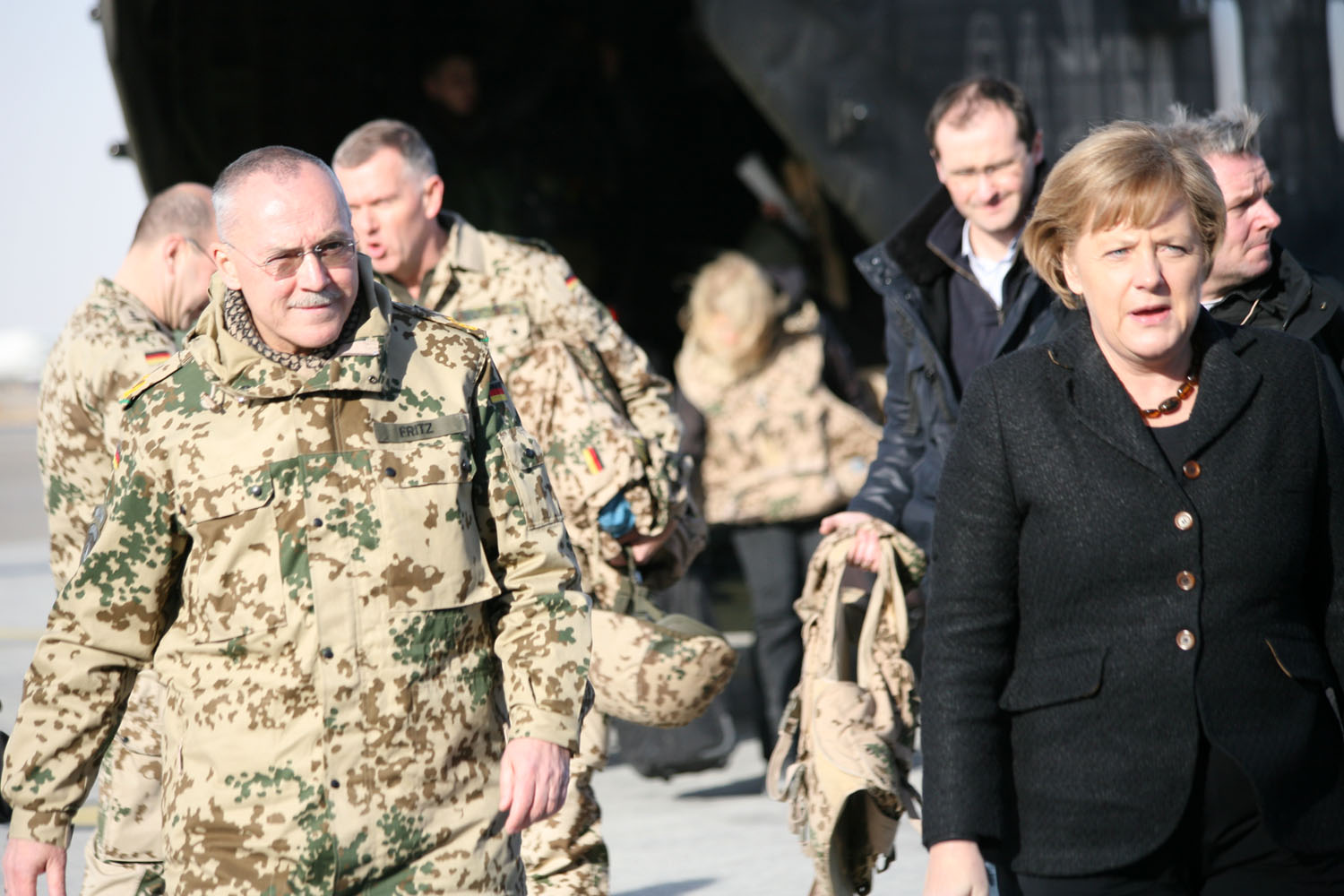
Hans-Werner Fritz begrüßt als COM RC North, ISAF die Bundeskanzlerin Angela Merkel in Afghanistan, 2010

| Nr. | Name                                | von           | bis           | Bemerkung |
| --- | ----------------------------------- | ------------- | ------------- | --------- |
| 7   | Generalleutnant Bernd Schütt        | 16. Dez. 2021 | 9. April 2025 |           |
| 6   | Generalleutnant Erich Pfeffer       | 4. Nov. 2015  | 16. Dez. 2021 |           |
| 5   | Generalleutnant Hans-Werner Fritz   | 23. Apr. 2013 | 4. Nov. 2015  |           |
| 4   | Generalleutnant Rainer Glatz        | 22. Apr. 2009 | 23. Apr. 2013 |           |
| 3   | Generalleutnant Karlheinz Viereck   | 16. März 2006 | 22. Apr. 2009 |           |
| 2   | Generalleutnant Holger Kammerhoff   | 1. Sep. 2004  | 16. März 2006 |           |
| 1   | Generalleutnant Friedrich Riechmann | 1. Juli 2001  | 1. Sep. 2004  |           |

| Nr. | Name                             | von       | bis           | Bemerkung                 |
| --- | -------------------------------- | --------- | ------------- | ------------------------- |
|     | Konteradmiral Jörg Klein         | März 2020 | 9. April 2025 |                           |
|     | Generalmajor Thorsten Poschwatta | Nov. 2014 | März 2020     |                           |
|     | Konteradmiral Rainer Brinkmann   | 2012      | Nov. 2014     |                           |
|     |                                  |           |               |                           |
|     | Generalmajor Rainer Glatz        | März 2006 | Apr. 2009     | anschließend Befehlshaber |
|     | Generalmajor Karlheinz Viereck   | 2005      | März 2006     | anschließend Befehlshaber |

| Nr. | Name                                   | von       | bis           | Bemerkung                                   |
| --- | -------------------------------------- | --------- | ------------- | ------------------------------------------- |
|     | Brigadegeneral Burkhard Kollmann       | Apr. 2020 | 9. April 2025 |                                             |
|     | Flottillenadmiral Jörg Klein           | Jan. 2017 | März 2020     | anschließend Stellvertretender Befehlshaber |
|     | Flottillenadmiral Manfred Hartmann     | 2008      | ?             |                                             |
|     | Flottillenadmiral Jens-Volker Kronisch | ?         | 18. Jan. 2008 |                                             |